# Нікольська вежа
55°45′16″ пн. ш. 37°37′04″ сх. д. / 55.75448° пн. ш. 37.61771° сх. д.
Нікольська вежа (рос. Никольская башня) — проїзна вежа Московського Кремля, що виходить на Красну площу. Побудована в 1491—1492 роках за проєктом архітектора П'єтро Антоніо Соларі. До кінця XV століття, тобто до створення Красної площі, від Нікольської брами починалася Нікольська вулиця. В 1816—1819 роках під керівництвом архітектора Йосипом Бове споруду перебудували в готичному стилі.

## Архітектурні особливості
У книзі «Московський Кремль в старовину і тепер» історик Сергій Бартенєв наводить такі розміри вежі: висота — 31 сажень (66,14 метра), периметр підмурівка — 29 сажнів (61,87 метра), висота низу — 9 сажнів (19,20 метра), висота верху — 22 сажні (46,9 метра)
Восьмигранний об'єм другого ярусу врізаний у нижній четверик і завершений куполом. Бічні частини будівлі прорізані двома рядами низьких закруглених вікон і позбавлені прикрас, що забезпечує контраст з головним фасадом, декорованими орнаментованим порталом. Вежа і стрільниця з'єднані системою сходів і двоярусних переходів, які розташовані по периметру верхньої частини чотиригранного об'єму. Відвідна стрільниця дорівнює по ширині підмурів'ю вежі, що було нехарактерно для проїзних споруд Кремля. Її верх поділений плоским перекриттям на два прямокутних приміщення, які висвітлюють ряди вікон. Характерними відмінностями вежі є білокам'яний декор в готичному стилі, а також чотири піднесення-фіали.
Вежа складається з п'яти поверхів, три з яких розташовані в нижній частині будівлі. Чотиригранний об'єм подібний по влаштуванню з підставою Спаської вежі, проте трохи нижче. Другий і третій його яруси зовні мають чотири сторони, але всередині є восьмерик.

### Зірка Никольської вежі
Напередодні 18-ї річниці Жовтня Рада народних комісарів СРСР і Центральний комітет партії прийняли рішення:
<…> До 7 листопада 1935 р зняти 4 орли, що знаходяться на Спаській, Нікольській, Боровицькій, Троїцькій вежах Кремлівської стіни, і 2 орли з будівлі Історичного музею. До того ж терміну <…> встановити на зазначених 4 вежах Кремля п'ятипроменеву зірку із серпом і молотом.
Зірки для веж виготовили з металу, позолотили і прикрасили уральськими самоцвітами. Кришталь для виробів гранували з великих каменів найстаріші майстри. У центрі кожного навершя з двох сторін закріпили герб країни, також складений з напівкоштовних каменів. 26 жовтня 1935 роки замість двоголового орла на вежі встановили п'ятипроменеву зірку. Вироби на Нікольскій і Спаській вежах стали найбільшими з усіх. Відстань між променями зірки становило 4,5 метра, а її вага сягала тонни. Деякі дослідники знайшли декор над Нікольською вежею найскромнішим. У 1937 році самоцвітні зірки вирішили замінити рубіновими світними аналогами. Новий виріб був менший у розмірах — його ширина склала 3,75 метра, проте вона мала найбільшу кількість граней на промінь — 12.